# Flávia Gueiros
Flávia Gueiros é uma designer de interiores, arquiteta e empresária brasileira com atuação destacada no setor de arquitetura e decoração de interiores de alto padrão. Fundadora da MY Unique Decor (EUA) e da ArqKaza (Angola), é reconhecida por seu trabalho no mercado de luxo, especialmente entre clientes brasileiros e internacionais residentes nos Estados Unidos. Com sede em Orlando, Flávia dirige projetos em cidades como Miami, Nova Iorque e Luanda, atuando com uma abordagem contemporânea, personalizada e inovadora.

## Historia

### Infância e Juventude
Nascida no Brasil, Flávia Gueiros demonstrou desde cedo interesse pelas artes, arquitetura e ambientação de espaços. Sua afinidade com o design levou-a a cursar formação superior em design de interiores, direcionando sua carreira para o segmento residencial e comercial de alto padrão.
Formada em design de interiores no Brasil, Flávia iniciou sua trajetória profissional em 2007, destacando-se por sua sensibilidade estética, atenção aos detalhes e capacidade de interpretar as necessidades dos clientes. Ao longo dos anos, acumulou vasta experiência no setor de decoração, colaborando com diversos fornecedores e consolidando sua atuação como referência em interiores personalizados.

### Ascensão
Com a mudança para os Estados Unidos, Flávia passou a atender um público sofisticado e multicultural. Em seu portfólio constam mansões de brasileiros e celebridades que residem em território americano, além de projetos personalizados que aliam tecnologia, arte e funcionalidade. Um de seus projetos mais notórios foi a ambientação do apartamento do jogador de futebol Hulk, incluindo peças exclusivas como quadros em cristais Swarovski assinados pelo artista colombiano Mauricio Benítez (Mr. Bling Colombia).
Seus projetos são conhecidos pela integração de ambientes, uso de materiais nobres, e pelo cuidado em cada detalhe, como pendentes desenhados pela própria equipe, móveis sob medida e acabamentos em mármore importado.

## Empresas Fundadas

#### MY Unique Decor
Fundada nos Estados Unidos, a MY Unique Decor é um estúdio de design de interiores com sede em Orlando, Flórida, especializado em projetos de luxo. A empresa atende um público exigente que busca exclusividade, inovação e soluções sob medida, operando com mais de 50 fornecedores e um time multidisciplinar de 12 profissionais. Com atuação em Miami e Nova Iorque, a MY Unique Decor se consolidou como referência entre brasileiros residentes nos EUA e estrangeiros interessados em design contemporâneo de alto padrão.

#### ArqKaza
Com sede em Luanda, Angola, a ArqKaza é a extensão africana da visão criativa de Flávia Gueiros. O estúdio oferece soluções completas em arquitetura e interiores para empreendimentos residenciais e corporativos, com foco no segmento premium. A empresa combina know-how internacional com sensibilidade local, atuando como ponte entre o design global e o estilo de vida africano contemporâneo.

### Estilo e Filosofia
O trabalho de Flávia Gueiros é marcado por uma estética contemporânea, com forte valorização do design autoral, da funcionalidade e da personalização. A designer busca criar ambientes que reflitam a identidade dos clientes, traduzindo emoções e estilos de vida em projetos que unem conforto, arte e inovação. Para ela, "materializar sonhos em um projeto ainda me emociona", como declarou em entrevistas.

## Reconhecimento e Publicações
Flávia teve seus projetos destacados em publicações especializadas, como o Décor Year Book Miami (2016), que reconhece profissionais de destaque na área de design de interiores. Sua atuação também tem sido objeto de matérias e entrevistas em plataformas de decoração e lifestyle.